# Аршак II (фільм)
«Аршак II» — радянський двосерійний телефільм 1988 року, знятий режисером Тиграном Левоняном на кіностудії «Вірменфільм».

## Сюжет
Екранізація опери Тиграна Чухаджяна про боротьбу вірменського народу за свою свободу і незалежність. Дія відбувається 346 року. Головна дійова особа опери — цар Аршак II.

## У ролях
- Тигран Левонян — Аршак (співає Мирон Еркат)
- Марина Петросян — Олімпія (співає Гоар Гаспарян)
- Аліса Макарян — Парандзем (співає Гоар Галачян)
- Олександр Вартанян — Тіріт (співає Тигран Левонян)
- Гарнік Григорян — Спандарат (співає Роберт Бабурян)
- Арутюн Топікян — Драстамат (співає Міріч Давтян)
- Гамлет Мартиросян — Васак (співає Володимир Арутюнян)
- Степан Давтян — Нерсес (співає Нар Ованісян)
- Сергій Агабабян — полонений
- Аслан Мкртумян — епізод
- Андрій Торосян — епізод
- Степан Аджапханян — епізод
- П. Мурадян — епізод
- Г. Тухікян — епізод
- Н. Чалікян — епізод
- Левон Мелоян — епізод
- С. Акопян — епізод
- Араїк Арутюнян — епізод
- М. Юдаєва — епізод
- Ваган Ананян — епізод
- С. Аствацатрян — епізод
- М. Мігранян — епізод
- Григорій Карагезян — епізод
- Микита Мікаелян — епізод
- Джульєтта Бабаян — епізод
- Б. Мкртумян — епізод
- К. Мелконян — епізод
- Карлен Саркісян — епізод
- Грач'я Оганесян — епізод
- Жозеф Налбандян — епізод
- К. Алавердян — епізод

## Знімальна група
- Режиссер — Тигран Левонян
- Сценаристи — Армен Гулакян, Тигран Левонян
- Оператори — Георгій Айрапетов, Альберт Явурян, Степан Мартиросян
- Художник — Лідія Геворкян